# Les Infortunes d'un explorateur ou les momies récalcitrantes
Les Infortunes d'un explorateur ou les momies récalcitrantes er en fransk stumfilm fra 1900 af Georges Méliès.